# دونداگا
دونداگا (به لاتین: Dundaga) یک منطقهٔ مسکونی در لتونی است که در Dundaga Parish واقع شده‌است. دونداگا ۱٬۶۸۲ نفر جمعیت دارد و ۶۳ متر بالاتر از سطح دریا واقع شده‌است.